# 113208 Lea
113208 Lea è un asteroide della fascia principale. Scoperto nel 2002, presenta un'orbita caratterizzata da un semiasse maggiore pari a 2,6615916 au e da un'eccentricità di 0,0569323, inclinata di 7,65157° rispetto all'eclittica.